# John Crichton-Stuart, IV marchese di Bute
John Crichton-Stuart, IV marchese di Bute (Chiswick, 20 giugno 1881 – 25 aprile 1947), è stato un nobile scozzese.

## Biografia
Era il figlio di John Crichton-Stuart, III marchese di Bute, e di sua moglie, Gwendolen Fitzalan-Howard, figlia di Edward Fitzalan-Howard, I barone Howard di Glossop e nipote di Henry Howard, XIII duca di Norfolk.
Frequentò la Harrow School di Londra e succedette al padre acquisendo il titolo di Marchese di Bute nel 1900. Nei primi mesi del 1902 partì per un viaggio in Oriente. Con il sopraggiungere della maggiore età (21 anni), nel giugno del 1902, ricevette le chiavi della città del borgo di Rothesay, sull'isola di Bute e nello stesso mese prestò giuramento e prese posto nel suo seggio alla Camera dei Lord.

## Matrimonio
Il 6 luglio 1905 sposò Augusta Bellingham (19 agosto 1880–16 maggio 1947), figlia di Henry Bellingham, V barone Bellingham, e di Catherine Noel (discendente, tramite la nonna materna Elizabeth FitzClarence, di Guglielmo IV del Regno Unito. Dal matrimonio nacquero sette figli:
- Lady Mary Crichton-Stuart (8 maggio 1906-1980), sposò Edward Walker, ebbero due figlie;
- John Crichton-Stuart, V marchese di Bute (4 agosto 1907-14 agosto 1956);
- Lady Jean Crichton-Stuart (28 ottobre 1908-23 ottobre 1995), sposò James Bertie, ebbero due figli;
- Lord Robert Crichton-Stuart (12 dicembre 1909-1976), sposò Lady Janet Egida Montgomerie, ebbero due figlie;
- Lord David Crichton-Stuart (8 febbraio 1911-1970), sposò Ursula Packe, ebbero due figlie;
- Lord Patrick Crichton-Stuart (1 febbraio 1913-5 febbraio 1956), sposò Jane von Bahr, ebbero due figli;
- Lord Rhidian Crichton-Stuart (4 giugno 1917-25 giugno 1969), sposò Selina van Wijk, ebbero tre figli.

Negli anni venti del Novecento, il marchese proseguì i lavori presso il Castello di Cardiff, di proprietà della famiglia, già iniziati dal padre che si avvalse del lavoro dell'architetto William Burges. Il IV marchese nello specifico si fece promotore del completamento del Muro degli animali, soprattutto facendo aggiungere, alle nove originarie statue di Thomas Nicholls, altre statue scolpite dallo scozzese Alexander Carrick.
Aveva anche una passione per l'architettura ed era responsabile del restauro del castello di Caerphilly nel Galles meridionale. Nel 1936 pubblicò un opuscolo intitolato "A Plea for Scotland's Architectural Heritage", che sosteneva la conservazione delle abitazioni dei borghi più piccoli della Scozia e sosteneva il ricondizionamento delle tradizionali abitazioni della classe operaia, piuttosto che la demolizione totale. Divenne "l'uomo che vendette una città" quando, nel 1938, cedette la restante tenuta della famiglia Bute a Cardiff. In tale ottica si colloca il suo impegno per preservare le opere dell'architetto Robert Adam ad Edimburgo.

## Ascendenza
|                                                    |                                    |                                                 | Genitori                                         |  |  | Nonni |  |  | Bisnonni                       |  |  | Trisnonni                       |  |
|                                                    |                                    |                                                 |                                                  |  |  |       |  |  | John Stuart, lord Mount Stuart |  |  | John Stuart, I marchese di Bute |  |
|                                                    |                                    |                                                 |                                                  |  |  |       |  |  | John Stuart, lord Mount Stuart |  |  | John Stuart, I marchese di Bute |  |
|                                                    |                                    | lady Charlotte Jane Windsor                     |                                                  |  |  |       |  |  | John Stuart, lord Mount Stuart |  |  |                                 |  |
| John Crichton-Stuart, II marchese di Bute          |                                    |                                                 |                                                  |  |  |       |  |  | John Stuart, lord Mount Stuart |  |  |                                 |  |
|                                                    |                                    | lady Elizabeth Penelope Crichton                | Patrick McDouall-Crichton, VI conte di Dumfries  |  |  |       |  |  |                                |  |  |                                 |  |
|                                                    |                                    | lady Elizabeth Penelope Crichton                | Patrick McDouall-Crichton, VI conte di Dumfries  |  |  |       |  |  |                                |  |  |                                 |  |
|                                                    |                                    | lady Elizabeth Penelope Crichton                | Margaret Crauford                                |  |  |       |  |  |                                |  |  |                                 |  |
| John Crichton-Stuart, III marchese di Bute         |                                    | lady Elizabeth Penelope Crichton                |                                                  |  |  |       |  |  |                                |  |  |                                 |  |
|                                                    |                                    | Francis Rawdon-Hastings, I marchese di Hastings | John Rawdon, I conte di Moira                    |  |  |       |  |  |                                |  |  |                                 |  |
|                                                    |                                    | Francis Rawdon-Hastings, I marchese di Hastings | John Rawdon, I conte di Moira                    |  |  |       |  |  |                                |  |  |                                 |  |
|                                                    |                                    | Francis Rawdon-Hastings, I marchese di Hastings | lady Elizabeth Hastings, XVI baronessa Botreaux  |  |  |       |  |  |                                |  |  |                                 |  |
| lady Sophia Rawdon-Hastings                        |                                    | Francis Rawdon-Hastings, I marchese di Hastings |                                                  |  |  |       |  |  |                                |  |  |                                 |  |
|                                                    |                                    | Flora Mure-Campbell, VI contessa di Loudoun     | James Mure-Campbell, V conte di Loudoun          |  |  |       |  |  |                                |  |  |                                 |  |
|                                                    |                                    | Flora Mure-Campbell, VI contessa di Loudoun     | James Mure-Campbell, V conte di Loudoun          |  |  |       |  |  |                                |  |  |                                 |  |
|                                                    |                                    | Flora Mure-Campbell, VI contessa di Loudoun     | Flora MacLeod                                    |  |  |       |  |  |                                |  |  |                                 |  |
| John Crichton-Stuart, IV marchese di Bute          |                                    | Flora Mure-Campbell, VI contessa di Loudoun     |                                                  |  |  |       |  |  |                                |  |  |                                 |  |
|                                                    | Henry Howard, XIII duca di Norfolk | Bernard Howard, XII duca di Norfolk             |                                                  |  |  |       |  |  |                                |  |  |                                 |  |
|                                                    | Henry Howard, XIII duca di Norfolk | Bernard Howard, XII duca di Norfolk             |                                                  |  |  |       |  |  |                                |  |  |                                 |  |
|                                                    | Henry Howard, XIII duca di Norfolk | lady Elizabeth Belasyse                         |                                                  |  |  |       |  |  |                                |  |  |                                 |  |
| Edward Fitzalan-Howard, I barone Howard di Glossop | Henry Howard, XIII duca di Norfolk |                                                 |                                                  |  |  |       |  |  |                                |  |  |                                 |  |
|                                                    |                                    | lady Charlotte Sophia Leveson-Gower             | George Leveson-Gower, I duca di Sutherland       |  |  |       |  |  |                                |  |  |                                 |  |
|                                                    |                                    | lady Charlotte Sophia Leveson-Gower             | George Leveson-Gower, I duca di Sutherland       |  |  |       |  |  |                                |  |  |                                 |  |
|                                                    |                                    | lady Charlotte Sophia Leveson-Gower             | Elizabeth Sutherland, XIX contessa di Sutherland |  |  |       |  |  |                                |  |  |                                 |  |
| hon. Gwendoline Fitzalan-Howard                    |                                    | lady Charlotte Sophia Leveson-Gower             |                                                  |  |  |       |  |  |                                |  |  |                                 |  |
|                                                    |                                    | hon. George Henry Talbot                        | John Joseph Talbot                               |  |  |       |  |  |                                |  |  |                                 |  |
|                                                    |                                    | hon. George Henry Talbot                        | John Joseph Talbot                               |  |  |       |  |  |                                |  |  |                                 |  |
|                                                    |                                    | hon. George Henry Talbot                        | Harriet Anne Bedingfield                         |  |  |       |  |  |                                |  |  |                                 |  |
| Augusta Talbot                                     |                                    | hon. George Henry Talbot                        |                                                  |  |  |       |  |  |                                |  |  |                                 |  |
|                                                    |                                    | Augusta Jones St.Paul                           | sir Horace St Paul, I baronetto                  |  |  |       |  |  |                                |  |  |                                 |  |
|                                                    |                                    | Augusta Jones St.Paul                           | sir Horace St Paul, I baronetto                  |  |  |       |  |  |                                |  |  |                                 |  |
|                                                    |                                    | Augusta Jones St.Paul                           | Anna Maria Ward                                  |  |  |       |  |  |                                |  |  |                                 |  |
|                                                    |                                    | Augusta Jones St.Paul                           |                                                  |  |  |       |  |  |                                |  |  |                                 |  |